# 茹欲可
茹欲可（1885年—1914年），字怀西，陝西省三原縣鲁桥人，籍泾阳县茹王堡。清朝政治人物、同進士出身。

## 生平
父茹玉泉，能诗文，极澹远，有诗集行世，以儒而商于三原县，遂籍於此。玉泉生五男子，茹欲可居长。其少年卓荦而有大志，好习时务。光緒三十年（1904年），登三甲第134名進士，時年二十，分發廣東知縣任用。时逢人常曰：“以官出游，是吾志也”。任廣東興寧縣知縣，政声卓著。
茹欲可与于右任同窗好友，皆出于三原宏道大学堂（即原宏道书院）。时学堂新学日兴，人才辈出，有张季鸾、李仪址、茹欲立等留学日本。民國三年（1914年），患猩红热卒于北京。
茹欲可逝世後，于右任赠诗二首以怀念：
- 转眼沧桑又一年，怜余后死亦凄然。九原休道人情薄，老友吞声送纸钱。
- 烈士头颅侠士心，长风绝涧出风尘。现身酷似乡前辈，大蟹横行孙豹人。